# Energy & Environmental Science
Energy & Environmental Science (abrégé en Energy Environ. Sci. ou EES) est une revue scientifique à comité de lecture. Ce journal mensuel publie des articles de recherches originales concernant les sciences chimiques dans les domaines du stockage et de la production d'énergie, des technologies relatives aux combustibles alternatifs et des sciences de l'environnement.
D'après le Journal Citation Reports, le facteur d'impact de ce journal était de 39,714 en 2021, se classant ainsi 1er dans les catégories relatives aux sciences environnementales et génie chimique et 3e dans les catégories relatives à la chimie et à l'énergie. Actuellement, la direction de publication est assurée par Nathan Lewis (California Institute of Technology, États-Unis).